# Jürgen Hillner
Jürgen Hillner (* 14. Juli 1937 auf Sumatra) ist ein deutscher Übersetzer.

## Leben
Jürgen Hillner entstammt einer deutsch-baltischen Familie. Er erlernte als Kind neben der deutschen auch die niederländische und malaiische Sprache. 1951 übersiedelte die Familie von Indonesien nach Deutschland. Ab Ende der 1950er Jahre absolvierte Jürgen Hillner ein Studium der Geologie und Mineralogie an der Universität Kiel. Daneben begann er mit dem Übersetzen literarischer Werke. Hillner war mit dem Schriftsteller Gerard Reve befreundet; Anfang der 1970er Jahre lebte Hillner in einem Haus Reves in dem niederländischen Ort Westhem. Jürgen Hillner übersetzte in den 1960er und 1970er Jahren  belletristische Werke aus dem Niederländischen ins Deutsche.
1974 bis 1996 war Hillner Universitätsdozent für Übersetzungswissenschaft in Amsterdam.

## Übersetzungen
- Louis Paul Boon: Eine Straße in Ter-Muren, München 1970
- Andreas Burnier: Die Schrecken des Nordens, Darmstadt 1968
- Miep Diekmann: Jossy, der Indianerjunge, Würzburg 1970
- Miep Diekmann: Das Muschelmännchen, Würzburg 1969
- Jef Geeraerts: Scharlatan auf heißer Erde, München 1969
- Jaap ter Haar: Boris, Braunschweig 1968
- Jacques Hamelink: Horror vacui, Frankfurt a. M. 1967
- Heere Heeresma: Der Tag am Strand, Darmstadt 1969
- Willem Frederik Hermans: Die Tränen der Akazien, Darmstadt 1968
- Mark Insingel: Spiegelungen, Wiesbaden [u. a.] 1977
- Siny R. van Iterson: Der Adjutant des Lastwagens, Würzburg 1969
- Esteban López: Fleisch für Vegetarier, Frankfurt am Main 1979 (übersetzt zusammen mit Helmut Homeyer, Johannes Werres und Heinz Liehr)
- Esteban López: Der Preisstier, Darmstadt 1967
- Philip Mechanicus: Im Depot, Berlin 1993
- Niederländer erzählen, Frankfurt a. M. [u. a.] 1969
- Psychosoziale Betreuung im Krankenhaus, Stuttgart 1986
- Hugo Raes: Club der Versuchspersonen, Darmstadt 1969
- Hugo Raes: Ein Faun mit kalten Hörnchen, Darmstadt 1968
- Gerard Kornelis van het Reve: Die Abende, Gifkendorf 1988
- Gerard Kornelis van het Reve: Näher zu dir, Hamburg 1970
- Gerard Kornelis van het Reve: Der vierte Mann, Frankfurt am Main 1993
- Anthonie Stolk: Große und kleine Sparer der Mutter Natur, Zürich 1973
- Jan Gerhard Toonder: Aufstehn am Samstag, Darmstadt 1968
- Liva Willems: Komm mit in den Zoo, Aschaffenburg 1976
- Hendrik Cornelius Dirk de Wit: Aquarienpflanzen, Stuttgart 1971
- Jan Wolkers: Eine Rose von Fleisch, München [u. a.] 1969